# Scandinavian Nights
Scandinavian Nights es un álbum en directo de archivo de Deep Purple, grabado en 1970 y publicado en 1988.
El concierto tuvo lugar en la sala Konserthuset de Estocolmo, el 12 de noviembre de 1970, y fue grabado por la Radio Nacional sueca, para ser emitido en un programa llamado Tonkraft.
La edición de 1988 fue editada como CD, LP y casete doble, en Europa y otros países, en Estados Unidos fue lanzado en 1992 como CD doble, bajo el nombre de "Live and Rare". Las cintas master originales fueron remezcladas y editadas como doble CD en 2005 bajo el título de "Live in Stockholm".
La lista de canciones es un ejemplo típico del repertorio del temprano "Mark II", incluyendo números de su LP "Deep Purple in Rock", dos extensísimos temas de la época con Nick Simper y Rod Evans, y una también extensa versión del "Paint It Black" de los Rolling Stones.

## Lista de canciones
CD 1
1. «Wring That Neck» 32:06
2. «Speed King» 10:20
3. «Into the Fire» 4:00
4. «Paint It Black» 9:08

CD 2
1. «Mandrake Root» 28:42
2. «Child in Time» 17:25
3. «Black Night» 6:54

## Personal
- Ian Gillan - voz
- Ritchie Blackmore - guitarra
- Roger Glover - bajo
- Ian Paice - batería
- Jon Lord - órgano "Hammond"